# Charles Aránguiz
Charles Mariano Aránguiz Sandoval (Puente Alto, Santiago, 17 de abril de 1989) é um futebolista chileno que atua como volante. Atualmente joga na Universidad de Chile.

## Clubes

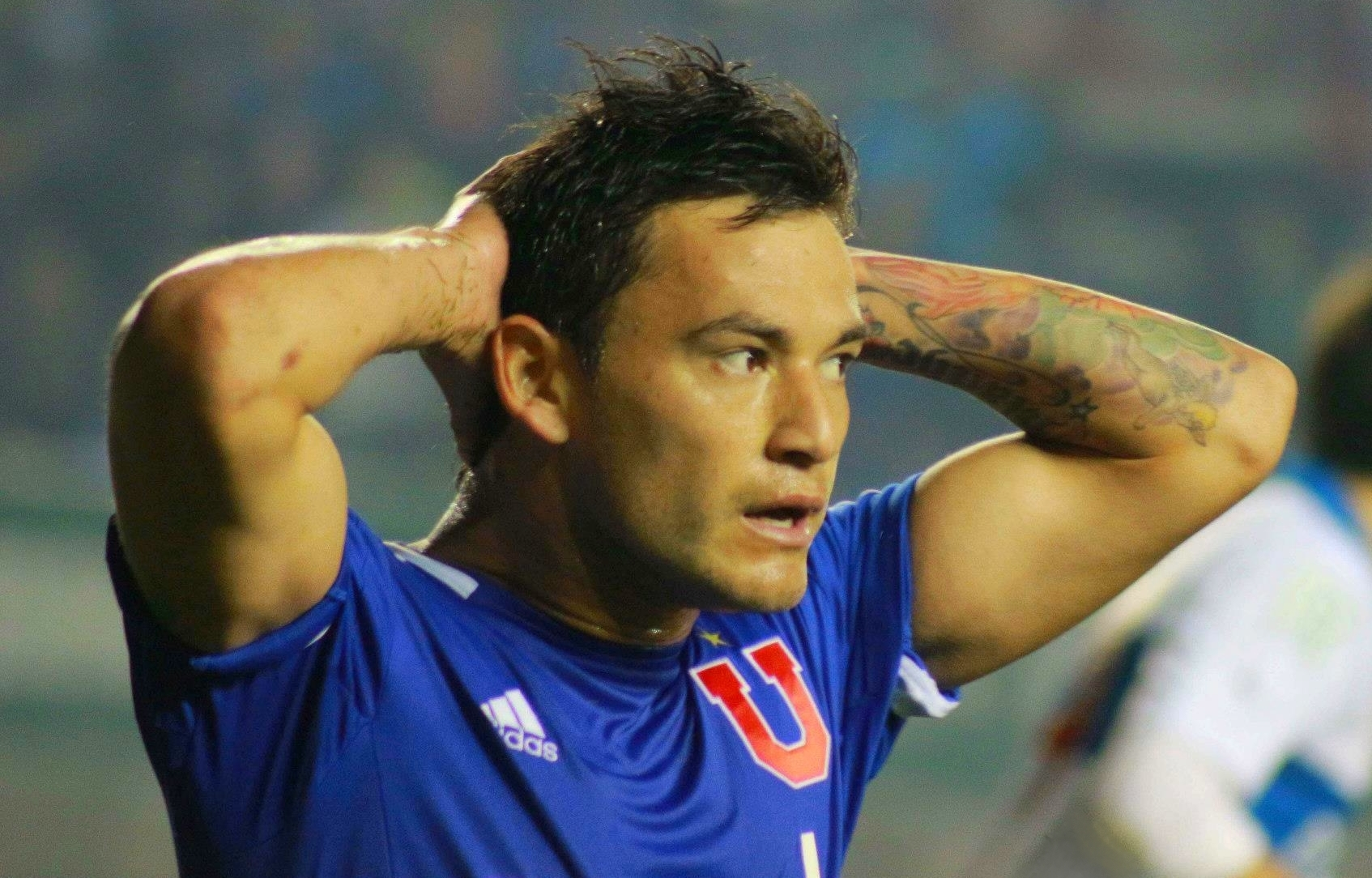
Charles Aranguiz Sandoval pela Universidad de Chile.

### Categorias de Base
Criado em Puente Alto, na província Villa Diego Portales, começou nas divisões de base da Universidad de Chile em 2000. Chegou nas divisões de base do Cobreloa com 13 anos, onde sairia no ano de 2009.

### Cobreloa
Aránguiz foi integrado ao elenco principal do Cobreloa no ano de 2005 com outros companheiros, que eram Luis Bravo, Francisco González e Carlos Rocha, todos ainda com idade de juvenil, por decisão do então treinador do Cobreloa, Jorge Socías, durante sua estadia. Charles estreou como profissional no clásico contra o Cobresal com apenas 16 anos de idade, em partida válida pelo Campeonato Chileno. O Cobreloa foi o vencedor do "Clásico minero". Seu primeiro gol no Campeonato Chileno foi contra o O'Higgins, após receber uma assistência de Germán Navea, em partida válida pelo Apertura de 2006. Sendo apenas a sua segunda partida no Campeonato Chileno. Em partida válida pelo Apertura de 2006, Aránguiz, se destacou contra a Universidad de Chile, onde deu uma assistência para o gol do equatoriano Nicolás Asencio que definiu a vitória para o Cobreloa e foi eleito o melhor jogador da partida.

### Cobresal
Foi emprestado ao Cobresal, por todo o Clausura de 2007. Em sua passagem pelo clube, Aránguiz disputou 13 partidas e não marcou gols.

### Regresso ao Cobreloa
Em 2008, regressou ao Cobreloa, onde passou a maioria dos jogos como titular.  No ano de 2009, durante o Apertura, o então treinador do Cobreloa, Marcelo Trobbiani, comparou Charles ao ex-futebolista argentino Ricardo Bochini.

### Colo-Colo
Em 5 de junho de 2009, se transferiu para o Colo-Colo. Estreou em 27 de junho no amistoso contra o Peñarol do Uruguai. Depois de um início hesitante e irregular no Clausura de 2009, Aránguiz foi campeão do torneio sendo titular na maioria das partidas ao lado de jogadores como: Ezequiel Miralles, Macnelly Torres, José Manuel Rey, Cristian Bogado e Esteban Paredes. Em 2010, as coisas não foram positivas. Com o Colo-Colo eliminado na Copa Libertadores da América de 2010, sem passar da fase de grupos, e a saída do treinador Hugo Tocalli, Charles foi perdendo espaço no clube com a chegada do treinador Diego Cagna.

### Quilmes
Em 2010, foi contratado pelo Quilmes, a pedido seu ex-treinador Hugo Tocalli. Mesmo sem ser titular absoluto, atuou regulamente e sem destaque muito destaque 14 partidas, sem marcar gols. Associado ao mau desempenho do clube no Apertura 2010, que sempre lutou na parte debaixo da tabela, sua ida para o clube argentino foi considerado um retrocesso em sua carreira.

### Universidad de Chile
Depois de uma temporada no Quilmes, Aránguiz foi confirmado como reforço da Universidad de Chile, a pedido do treinador, Jorge Sampaoli. Com a Universidad de Chile, Aránguiz foi três vezes campeão do Campeonato Chileno de Futebol (Apertura 2011, Clausura 2011, Apertura 2012), chegou às semifinais da Copa Libertadores de 2012, e ganhou a Copa Sul-Americana de 2011.

### Internacional
Em janeiro de 2014, foi emprestado ao Internacional de Porto Alegre com direito de compra ao final de contrato, tendo seu passe estipulado em 5 milhões de dólares. No dia 18 de fevereiro de 2014, ele marcou seu primeiro gol vestindo a camisa do Internacional na partida contra o Juventude pelo Campeonato Gaúcho, em cobrança de falta com maestria. No dia 22 de março de 2014, Aránguiz marcou dois gols na vitória por 3 a 1 sobre o Cruzeiro de Porto Alegre e o Inter avançou para a semifinal do Campeonato Gaúcho. O chileno logo caiu nas graças da torcida e do técnico Abel Braga, que o apelidou de fantástico. Sendo figura certa na seleção do Chile, Aránguiz foi comprado em definitivo pelo Internacional poucos dias antes do volante jogar pela seleção chilena na Copa do Mundo de 2014, com ajuda de um investidor, Delcir Sonda. Aránguiz foi adquirido por R$ 12 milhões, tendo contrato ampliado até junho de 2018.

### Bayer Leverkusen
Em 13 de agosto de 2015 foi contratado pelo Bayer Leverkusen por cinco temporadas, num valor em torno de £ 8,6 milhões. Ele recebeu a camisa 20. 
O jogador foi alvo de uma batalha de transferência entre o Bayer e o Leicester City e, apesar de este último lhe oferecer um salário significativamente mais elevado, Aránguiz optou por se mudar para a equipe de Leverkusen, afirmando que seu objetivo seria disputar títulos. Foi nomeado capitão do clube antes da temporada 2020-21, depois que o alemão Lars Bender abdicou da braçadeira devido a problemas contínuos de lesão.
Aránguiz deixou o Bayer com 198 partidas disputadas, 15 gols e 22 assistências.

### Regresso ao Internacional
Na manhã de 7 abril de 2023, o Internacional anunciou o retorno de Charles Aránguiz.
Na segunda passagem pelo colorado, o chileno marcou seu primeiro gol contra o Ypiranga, em partida válida pelo Campeonato Gaúcho de 2024.

## Seleção Chilena
Estreou pela Seleção Chilena principal em 4 de novembro de 2009 em partida amistosa contra o Paraguai.
Participou da Copa do Mundo FIFA de 2014 sendo um dos principais destaques da boa campanha da Seleção Chilena que chegou às oitavas de final depois de vencer a Austrália por 3 a 1 e também a campeã mundial Espanha por 2 a 0, partida na qual Aranguiz marcou seu primeiro gol em mundiais. Com esses dois resultados os chilenos foram para a última rodada da fase de grupos já classificados e disputando apenas a liderança do grupo contra a Holanda, na qual foram derrotados por 2 a 0. Nas oitavas enfrentaram o Brasil em pleno Estádio Mineirão em Belo Horizonte, onde acabaram eliminados nos pênaltis, mesmo sendo superiores durante a maior parte da partida.
Como era esperado, Aranguiz foi convocado para disputar a Copa América de 2015 e voltou a ser peça importante, participando de todas as partidas da campanha invicta do Chile que conquistou o título inédito batendo a Argentina nos pênaltis. Além de marcar um gol na competição, Aranguiz distribuiu três assistências e foi eleito um dos melhores da competição.
Em 2016 ficou de fora da disputa da Copa América Centenário devido a uma grave lesão sofrida dois meses antes quando estava defendendo o Bayer Leverkusen. Mesmo assim os chilenos foram fortes para a competição e novamente conquistaram o título batendo a Argentina nos pênaltis.

## Títulos
Colo-Colo
- Campeonato Chileno: 2009 (Clausura)

Universidad de Chile
- Copa Gato: 2011
- Campeonato Chileno: 2011 (Apertura), 2011 (Clausura) e 2012 (Apertura)
- Copa Sul-Americana: 2011

Internacional
- Campeonato Gaúcho: 2014, 2015

Seleção Chilena
- Copa América: 2015, 2016

## Prêmios individuais
- Melhor Jogador da final da Copa Sul-Americana: 2011
- Melhor Jogador da Copa Suruga Bank: 2012
- Artilheiro da Copa Suruga Bank: 2012
- Melhor Volante da Copa Sul-Americana: 2012
- Jogador mais popular da Copa Sul-Americana: 2012
- Melhor Volante pela direita do ano no Chile: 2011, 2012 e 2013
- Melhor jogador do Chile: 2012 e 2013
- Melhor Jogador do Campeonato Gaúcho: 2014
- Bola de Prata: 2014
- Melhor Volante da América: 2011, 2012 e 2014
- Equipe ideal da Copa América: 2016[18]